# Rheotanytarsus pentapoda
Rheotanytarsus pentapoda är en tvåvingeart som först beskrevs av Jean-Jacques Kieffer 1909.  Rheotanytarsus pentapoda ingår i släktet Rheotanytarsus och familjen fjädermyggor. Arten har ej påträffats i Sverige. Inga underarter finns listade i Catalogue of Life.